# Edmund Pendleton
Pour les articles homonymes, voir Pendleton.
Edmund Pendleton (9 septembre 1721 – 23 octobre 1803) est un juriste et homme politique de Virginie, président de la Convention de Virginie lors de la Guerre d'indépendance des États-Unis.

## Jeunesse
Pendleton, né dans le comté de Caroline en Virginie, est le fils de Henry Pendleton et Mary Bishop Taylor. À l'âge de 14 ans, il est envoyé faire un apprentissage auprès du secrétaire de la cour du comté de Caroline. En 1737, Pendleton est secrétaire de la sacristie de la paroisse St. Mary du comté de Caroline et utilise une partie de ses gains pour acquérir des ouvrages de droit. En 1740, il devient secrétaire du marshal de la cour de Caroline.

## Famille
Edmund se marie deux fois. La première, le 21 janvier 1741 à Betty Roy, qui meurt en couches, le 17 novembre 1742. Leur enfant meurt également quelques jours après. Son second mariage a lieu le 20 janvier 1745 avec Sarah Pollard, fille de Joseph Pollard et Patricia Hoomes. Edmund et Sarah n'auront pas d'enfant.

## Carrière
Il obtient une licence en droit en avril 1741 et ses succès devant les cours du comté lui valent d'obtenir un siège à la General Court (législatif de Virginie) en octobre 1745. Il est nommé juge de paix du comté de Caroline County en 1751. Il participe à l'éducation de son neveu, orphelin de père, John Taylor, qui deviendra écrivain et  sénateur. De 1752 à 1776, il est membre de la Chambre des Bourgeois de Virginie. En mai 1766, Il met au jour le scandale financier qui implique John Robinson Jr., son mentor politique. Pendleton fait partie du Committee of correspondence en 1773 et est délégué de Virginie au Premier Congrès continental en 1774.
Pendleton devient président du Committee of Safety de Virginie du 16 août 1775 au 5 juillet 1776 puis président de la Convention de Virginie qui donne mandat aux délégués de Virginie au Second Congrès continental de déposer une résolution d'indépendance du royaume de Grande-Bretagne qui conduira à la Déclaration d'indépendance des États-Unis.
Après la Déclaration, il devient le premier président de la Chambre des délégués de Virginie, malgré une grave chute de cheval, en mars 1777, qui l'empêche de participer à la première session. Avec Thomas Jefferson et George Wythe, il révise le code des lois de Virginie. Il est nommé juge à la Haute cour de la chancellerie en 1777 et lorsque la Virginie crée sa Cour suprême en 1778, Pendleton en devient le premier président, siège qu'il occupera jusqu'à sa mort. Il préside également la Convention de ratification de Virginie (Convention chargée de la ratification de la Constitution des États-Unis), en 1788.

## Sources
- Robert Leroy Hilldrup, The life and times of Edmund Pendleton, Chapel Hill, University of North Carolina Press, 1939. (OCLC 3415957)
- David John Mays, Edmund Pendleton, 1721-1803; a biography, Cambridge, Harvard University Press, 1952. (OCLC 716394)